# بيرغر هاوغ
بيرغر هاوغ (بالنرويجية البوكمول: Birger Haug)‏ هو واثب عالي نرويجي، ولد في 19 أغسطس 1908، وتوفي في 16 يناير 1981.

## وصلات خارجية
- بيرغر هاوغ على موقع أوليمبيديا (الإنجليزية)